# Avicularia ancylochira
Avicularia ancylochira är en spindelart som beskrevs av Cândido Firmino de Mello-Leitão 1923. 
Avicularia ancylochira ingår i släktet Avicularia och familjen fågelspindlar. Inga underarter finns listade.